# Aporodoris
Aporodoris Ihering, 1886 è un genere di molluschi nudibranchi della famiglia Discodorididae.

## Tassonomia
Il genere comprende le seguenti specie:
- Aporodoris merria Burn, 1973
- Aporodoris millegrana (Alder & Hancock, 1854) - specie tipo